# Crepidium copelandii
Crepidium copelandii är en orkidéart som först beskrevs av Oakes Ames, och fick sitt nu gällande namn av Dariusz Lucjan Szlachetko. Crepidium copelandii ingår i släktet Crepidium, och familjen orkidéer. Inga underarter finns listade i Catalogue of Life.